# Аймен Бенабдеррахман
Аймен Бенабдеррахман (араб. أيمن بن عبد الرحمان); (30 серпня 1966 , Алжир ) —  алжирський фінансист і політик, який обіймав посаду прем'єр-міністра Алжиру з 30 червня 2021

по 11 листопада 2023 
 
а також посаду міністра фінансів з червня 2020 р. по лютий 2022 р. 

## Біографія
Народився 30 серпня 1966 року у місті Алжир, закінчив Національну школу адміністрації. 
Зробив професійну кар'єру фінансиста 
.
1991 — 2000 рік працював у Генеральній фінансовій інспекції Міністерства фінансів Алжиру, з 2006 року - головний фінансовий інспектор, у 2001-2010 роках обіймав посаду заступника директора інспекції. 
З 2010 року працював у Банку Алжиру, у 2019 році очолив його. 
23 червня 2020 призначений міністром фінансів Алжиру
..
30 червня 2021 року президент Теббун призначив Бенабдеррахмана на посаду прем'єр-міністра Алжиру
..
7 липня 2021 Бенабдеррахман сформував свій уряд у складі 34 міністрів
.